# Cyathea pubens
Cyathea pubens är en ormbunkeart som beskrevs av Karel Domin. Cyathea pubens ingår i släktet Cyathea och familjen Cyatheaceae. Inga underarter finns listade.